# Tiempo de llegada
El tiempo de llegada (en inglés: Time of arrival, TOA o ToA), algunas veces llamado tiempo de vuelo (en inglés: Time of Flight, ToF), es el tiempo que demora una señal de radio en viajar desde un transmisor a un solo receptor remoto. Conceptualmente el tiempo es una medida de distancia entre un transmisor y un receptor que es la relación entre la velocidad de la luz en el vacío y la frecuencia portadora de una señal. Sin embargo, en algunas publicaciones se ignora el hecho de que esta relación está bien definida para el vacío, pero es diferente para todos los otros materiales por los cuales una onda radio puede pasar.
Comparada con la técnica de TDOA, el tiempo de llegada usa el tiempo de llegada absoluto a ciertas estaciones de base más que la medición de las diferencias de tiempo entre la salida de la señal de una estación y la llegada a la otra estación. La distancia puede ser calculada directamente a partir del tiempo de llegada a medida que las señales viajan con una velocidad conocida. Los datos de tiempo de llegada originados desde dos estaciones de base ayudará a restringir la posición a un círculo, se requieren los datos provenientes de una tercera estación de base para resolver una posición en forma precisa a un solo punto. Muchos sistemas de radiolocalización, incluyendo el sistema de posicionamiento global o GPS, también usan la técnica de tiempo de llegada.

## Formas de sincronización
Como con la TDOA, la sincronización de la red de estaciones de base con las estaciones de referencia de localización es muy importante. Esta sincronización puede ser realizada de diferentes formas:
- Con una exacta sincronización de relojes por ambos lados. La imprecisión en la sincronización de los relojes se traduce directamente una localización poco precisa.
- Con dos señales que tienen una frecuencia diferente, y por lo tanto diferentes velocidades. La determinación de distancias usando el sonido cuando cae un relámpago trabaja de esta forma, usando la velocidad de la luz y la velocidad del sonido.
- Vía la medición a o la activación desde un punto de referencia común.
- Sin sincronización directa, pero con compensación de reloj por diferencia de fases.

## Telemetría bidireccional
La telemetría bidreccional es un método cooperativo para determinar la distancia entre dos unidades de radiotransmisión. Cuando la sincronización de los osciladores de los radiotransmisores no es posible, y que por lo tanto los relojes difieren, entonces se aplica la medición del viaje en ambas direcciones entre el receptor y el reflejada hacia el transmisor, la que compensa por algunas de las diferencias de fase entre los osciladores involucrados. Este concepto es aplicado en los Sistemas de Localización en Tiempo Real (en inglés: Real-Time Locating System, RTLS) como está definido en el estándar internacional ISO/IEC FCD 24730-5.